# Tamanho do pênis humano

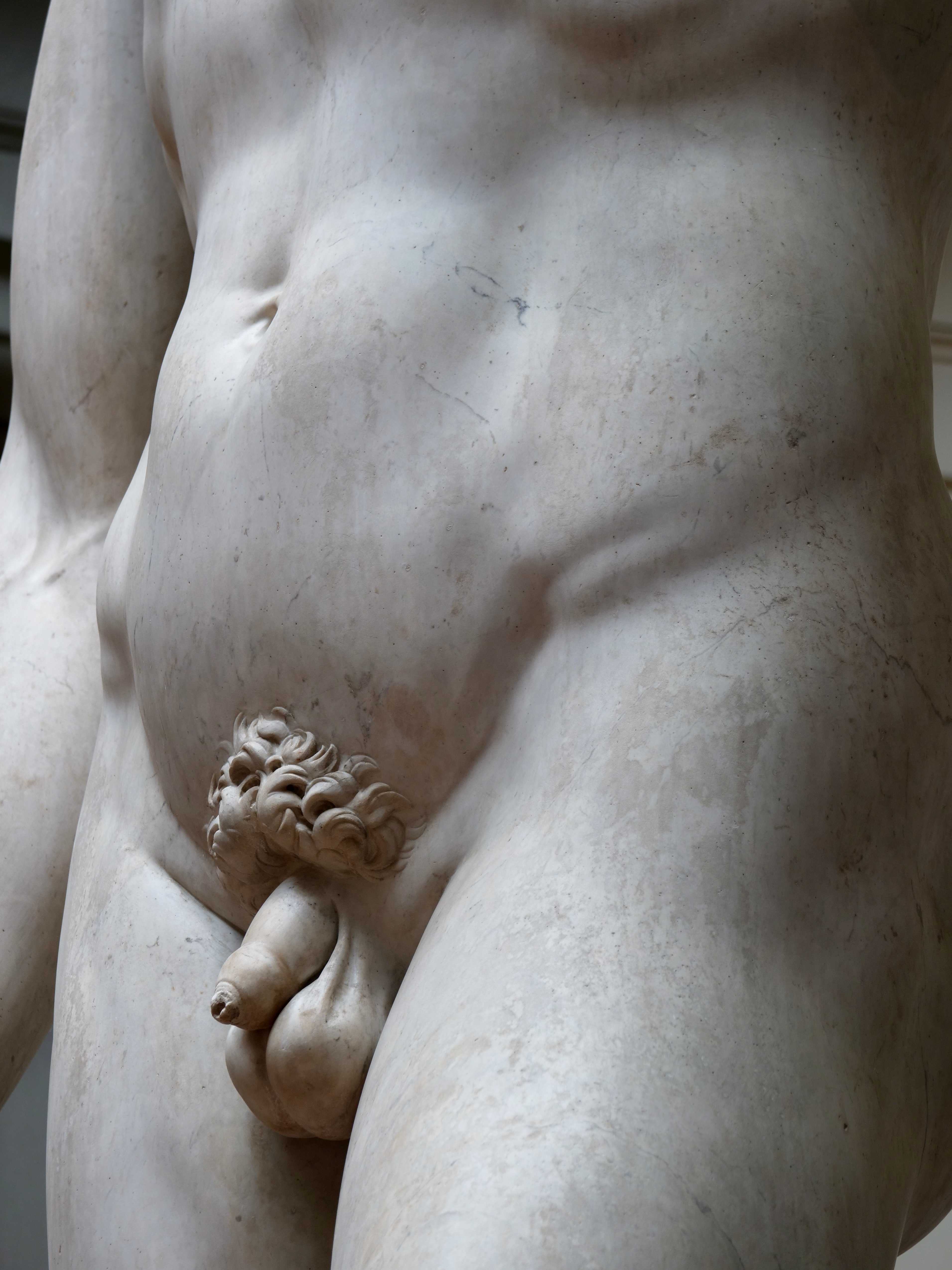
Detalhe da obra David, de Michelangelo, uma das mais célebres esculturas do Renascimento. À época, esculpir um pênis grande poderia ter um viés cômico ou jocoso.

O tamanho do pênis humano é alvo de interesse para muitas pessoas uma vez que ter um pênis grande é visto como um sinal de masculinidade. Tais percepções, fruto em geral de inseguranças, levaram ao surgimento de muitas crenças sobre o tamanho do pênis e à criação de uma indústria voltada para o aumento do pênis. Comparado com outros primatas, até mesmo primatas maiores como o gorila, a genitália humana masculina é consideravelmente grande. O pênis humano é mais longo e grosso que qualquer outro primata tanto em termos absolutos, quanto comparado com o tamanho relativo ao resto do corpo.

## Medindo o pênis
O pênis deve estar ereto ao máximo antes da medição, e em uma medição clínica essa situação é difícil de se atingir. Já foram até usadas drogas injetadas no pênis, por um médico brasileiro, de modo a induzir uma ereção, proporcionando resultados muito mais consistentes. Alguns médicos medem o pênis esticando o pênis flácido ao máximo possível sem que haja desconforto e tomam a medida baseados na teoria de que um pênis flácido completamente esticado é igual em comprimento a um pênis ereto. Não é muito confiável acreditar em afirmações próprias das pessoas sobre o tamanho de seu pênis, já que alguns pacientes exageram ou são incapazes ou mesmo não dispostos a medir o pênis corretamente, sem falar que os conceitos de "grande", "médio" ou "pequeno" variam , ou seja, o que é grande para um pode ser médio ou pequeno para outro.

### Comprimento do pênis
O comprimento é geralmente medido com a pessoa de pé e com o pênis paralelo ao chão. A medida do comprimento é horizontalmente ao longo da região dorsal (de cima) do pênis desde a origem (base) do pênis até a ponta. Se o pênis é medido na parte inferior, o resultado é menos confiável. Medidas tomadas com a pessoa sentada ou deitada também tendem a ser não-confiáveis.

### Circunferência do pênis
A circunferência do pênis é medida usando-se uma fita métrica. É considerada como uma média das medidas de 3 locais do pênis: logo abaixo da cabeça do pênis, no meio do corpo do pênis, e na base ou parte mais grossa.

## Aumento peniano
Aumento peniano refere-se a técnicas que têm como objectivo aumentar as dimensões do pénis humano.
O aumento do pênis é muitas vezes um dos objetivos de homens insatisfeitos com o tamanho do seu pênis. De maneira geral, quando existe uma percepção da necessidade do aumento do pênis, conselho médico deve ser obtido, em vez do auto tratamento. Julga-se que a maioria dos auto tratamentos são ineficientes e/ou perigosos. Já foram relatados diversos casos em que o aumento do pénis através de anúncios de jornal e revistas tiveram resultados desastrosos. Por isso aconselha-se uma ida ao seu médico assistente que o encaminhará para um especialista.
Entre as técnicas existentes, podem-se citar a injecção de biomateriais e também cirurgias, como a cirurgia do ligamento suspensor para aumento no comprimento do pênis.

## Estudos sobre o tamanho do pênis
Já foram realizados muitos estudos sobre o tamanho médio do pênis humano. Estes estudos são postos em causa devido à alegada influência da seleção própria: os homens com o pênis menor do que a média seriam menos dispostos a permitir a medição de seus pênis, ao passo que homens com os pênis maiores do que a média seriam mais dispostos a permitir a medição. Esta auto-seleção não foi, no entanto, confirmada de forma científica.

### Tamanho ao nascimento
A média ao nascimento do pênis esticado é cerca de 4 cm (1,6 polegadas), e 90% dos meninos possuem entre 2,4 e 5,5 cm (0,9 e 2,2 polegadas). O crescimento limitado do pênis ocorre entre o nascimento e os 5 anos de idade, mas muito pouco ocorre entre os 5 anos e o início da puberdade. O tamanho médio no início da puberdade é de 6 cm (2,4 polegadas), atingindo o tamanho adulto cerca de 5 anos depois. W.A. Schonfeld publicou uma curva do crescimento do pênis em 1943.

### Comprimento do pênis ereto
Em consideração ao tamanho do pênis adulto completamente ereto (medido sobre o topo, ou dorso, do pênis da base até à ponta), muitos estudos já foram realizados. Os estudos que se basearam em medições dos próprios homens estudados de seus pênis, incluindo as pesquisas de Internet, consistentemente relataram uma média mais alta do que aqueles que usaram médicos ou cientistas pesquisadores para realizar as medições.

#### Estudos acadêmicos e científicos
- Um estudo publicado em setembro de 1996 no Journal of Urology concluiu que a média do pênis ereto era de 12,9 cm (5,08 polegadas) (medição realizada pelos pesquisadores).[6]

- Um estudo publicado em dezembro de 2000 no International Journal of Impotence Research demonstrou que a média do pênis ereto era de 13,6 cm (5,35 polegadas) (medição realizada pelos pesquisadores).[7]

- Um estudo publicado em março de 2015 numa revista de urologia especializada, a BJU International, sistematizou estudos anteriores reunindo a medição dos pénis de 15521 homens dos 17 aos 91 anos, medindo o seu pénis segundo procedimentos padronizados feitos por profissionais da saúde. Os valores médios foram dos nomogramas, para o comprimento do pénis, 9,16 centímetros em estado flácido e 13,12 centímetros em ereção, enquanto que para o perímetro (ou circunferência) do pénis, os valores foram de 9,31 centímetros em repouso para 11,66 em ereção. Detetou-se ainda uma fraca relação entre o comprimento do pénis em ereção e a estatura do homem.[8][9]

#### Estudo em férias escolares
- Um estudo não-científico realizado pela LifeStyles Condoms em 2001 nas férias escolares em Cancún, México, obteve uma média de 14,9 cm (5,9 polegadas) com um desvio padrão de 2,1 cm (0,8 polegadas) (medição realizada pelos pesquisadores).[10]

#### Pesquisas de medições de seu próprio pênis
- Um pesquisa de Internet sem controlo científico nem validação, realizada no site Sizesurvey.com, apresentou uma média de 16 cm (6,3 polegadas).[11]

- Uma outra pesquisa de Internet não científica e sem validação, realizada pelo site Jackinworld.com, apresentou uma média de 15,6 cm (6,1 polegadas).[12]

### Circunferência do pênis ereto
Resultados similares existem em considerando estudos da circunferência de um pênis adulto em ereção completa (com a medida tomada no eixo médio). Assim como o comprimento, os estudos que confiaram em medições próprias consistentemente relataram uma média mais alta do que aqueles que tiveram a medição realizada por pesquisadores, possivelmente indicando uma exageração quando o pênis não é medido cientificamente.
- Um estudo conduzido pela empresa de preservativos LifeStyles durante o 2001 Spring Break em Cancún apresentou uma média de circunferência de 12,6 cm (5,0 polegadas) com um desvio-padrão de 1,3 cm (0,5 polegadas).[10]

### Comprimento do pênis flácido
O comprimento de um pênis flácido não é necessariamente proporcional ao tamanho do pênis ereto. A irrigação sanguínea e a sua relação com as dimensões do pênis ereto variam de forma significativa entre os indivíduos. Há registos de pénis flácidos que têm dimensões inferiores à média que aumentam cinco vezes o seu comprimento e duas vezes o seu diâmetro, da mesma forma pénis flácidos acima da média podem crescer apenas 50% em comprimento quando ereto. Não há uma fórmula genérica que relacione as dimensões do pénis flácido com as dimensões em ereção.
- Um estudo publicado em setembro de 1996 no Journal of Urology concluiu que o comprimento médio do pênis flácido era de 8,8 cm (3,5 polegadas) (medição realizada pelos pesquisadores).[6]

O pênis e o escroto fazem parte de um músculo retrátil, o músculo cremaster, o qual o indivíduo possui pouco ou nenhum controle sobre ele. Em algumas situações o pênis pode diminuir o seu tamanho ficando com a forma de uma noz. Clima frio, ficar nervoso e fazer esportes são as razões mais comuns para este acontecimento. Uma resposta fisiológica geral ao frio é diminuir a circulação sanguínea nas; extremidades, o que inclui os genitais externos. Outra teoria é a de que a contração do músculo cremaster em esportes e em momentos de nervosismo aproxima os genitais do corpo e consequentemente reduz a possibilidade de lesões. Esta diminuição incontrolável e drástica de volume pode levantar problemas em situações de nudez entre vários indivíduos, especialmente durante a puberdade.

### Tamanho, raça e etnia
Diferenças supostas entre as raças levaram à criação de mitos sexuais. Não há embasamento científico para sustentar o alegado pênis "superdimensionado" em pessoas negras.
Uma revisão sistemática de 2015, envolvendo 15.521 homens de 20 estudos, não encontrou "indicações de diferenças na variabilidade racial".
De acordo com Aaron Spitz, um urologista, muitos sites e estudos que promovem variações no tamanho do pênis entre as raças utilizam métodos não científicos de coleta de informações e frequentemente ignoram evidências contraditórias. Ele conclui que "quando se examina de perto os dados crus, não há muito ali [que demonstre variação racial no tamanho do pênis]".
Um estudo americano de 2014, conduzido por Herbenick et al. com 1.661 homens sexualmente ativos — incluindo homens asiático-americanos, afro-americanos, branco-americanos, ilhéus do Pacífico/havaianos e nativo-americanos — não encontrou relação entre raça e tamanho do pênis. O comprimento médio do pênis ereto neste estudo foi de 14,15 cm (5,57 polegadas).
Um estudo de 2007 com 115 homens da Nigéria constatou que o comprimento médio do pênis esticado de homens nigerianos era de 13.37 cm (5.26 in), e o comprimento mediano do pênis esticado encontrado foi de 13 cm (5.1 in).
Um estudo de 1990 com 109 homens chineses identificou um comprimento médio do pênis flácido esticado de 13.9 cm (5.5 in), e, entre 14 desses homens, o comprimento ereto médio encontrado foi de 13.7 cm (5.4 in). Outro estudo de 1993 com 104 homens chineses encontrou um comprimento médio do pênis esticado de 13.8 cm (5.4 in), e um comprimento ereto médio de 13.5 cm (5.3 in).
Um estudo de 2014 com 5.196 homens chineses relatou um comprimento médio flácido de 6.5 cm (2.6 in) e um comprimento médio esticado de 12.9 cm (5.1 in), utilizando o método de "extensão suave e indolor do pênis", o qual difere dos métodos de outros estudos que esticam até a extensão máxima. Um subgrupo de 311 homens relatou uma circunferência média ereta de 10.5 cm (4.1 in) e um comprimento médio ereto de 12.9 cm (5.1 in). Eles afirmaram que "também constataram que as dimensões penianas são diferentes entre as diversas etnias, mas investigações adicionais são necessárias para validar isso". Contudo, as "diversas etnias" referidas no estudo eram etnias pertencentes à população chinesa.
Um estudo (publicado em 2021) com 14.597 homens Vietnãitas identificou um comprimento médio flácido do pênis de 9.03 cm (3.56 in), um comprimento médio esticado de 14.67 cm (5.78 in) e uma circunferência média não ereta, na região média do pênis, de 8.39 cm (3.30 in).
Um estudo de 1971 com 702 homens coreanos, com idades entre 21 e 31 anos, constatou que o comprimento médio do pênis ereto era de 12.7 cm (5.0 in) e o comprimento médio do pênis flácido era de 8.0 cm (3.1 in).
Um estudo de 1998 com 150 homens coreanos constatou que o comprimento médio do pênis flácido era de 8.26 cm (3.25 in), a circunferência média flácida era de 8.34 cm (3.28 in), o comprimento médio ereto era de 13.42 cm (5.28 in) e a circunferência média ereta era de 11.17 cm (4.40 in).
Em um estudo de 1998 realizado na Faculdade de Medicina da Universidade Nacional de Seul, que envolveu uma amostra de 287 homens coreanos, o comprimento médio do pênis ereto foi medido em 14.06 cm (5.54 in), e a circunferência média do pênis ereto foi de 12.11 cm (4.77 in).
Um estudo de 2016 com 248 homens coreanos identificou que o comprimento médio do pênis flácido era de 7.39 cm (2.91 in) e o comprimento médio do pênis ereto era de 13.53 cm (5.33 in).
Um estudo de 1999 com 130 homens colombianos constatou que o comprimento médio do pênis ereto era de 13.90 cm (5.47 in).
Um estudo de 2013, realizado na Tanzânia, constatou que o comprimento médio do pênis flácido esticado, medido em 93 homens tanzanianos, era de 11.5 cm (4.5 in).
Rumores sobre o tamanho do pênis de homens congoleses são frequentemente exagerados e carecem de confiabilidade científica. De acordo com pesquisas, existem questões significativas quanto à precisão das informações disseminadas sobre este tópico. A maioria das fontes de informação, incluindo transmissões de rádio e televisão, não forneceu metodologias de medição ou referências confiáveis, com 85,7% não especificando como as medições foram realizadas e 57,1% sem citações bibliográficas.

## Percepções históricas

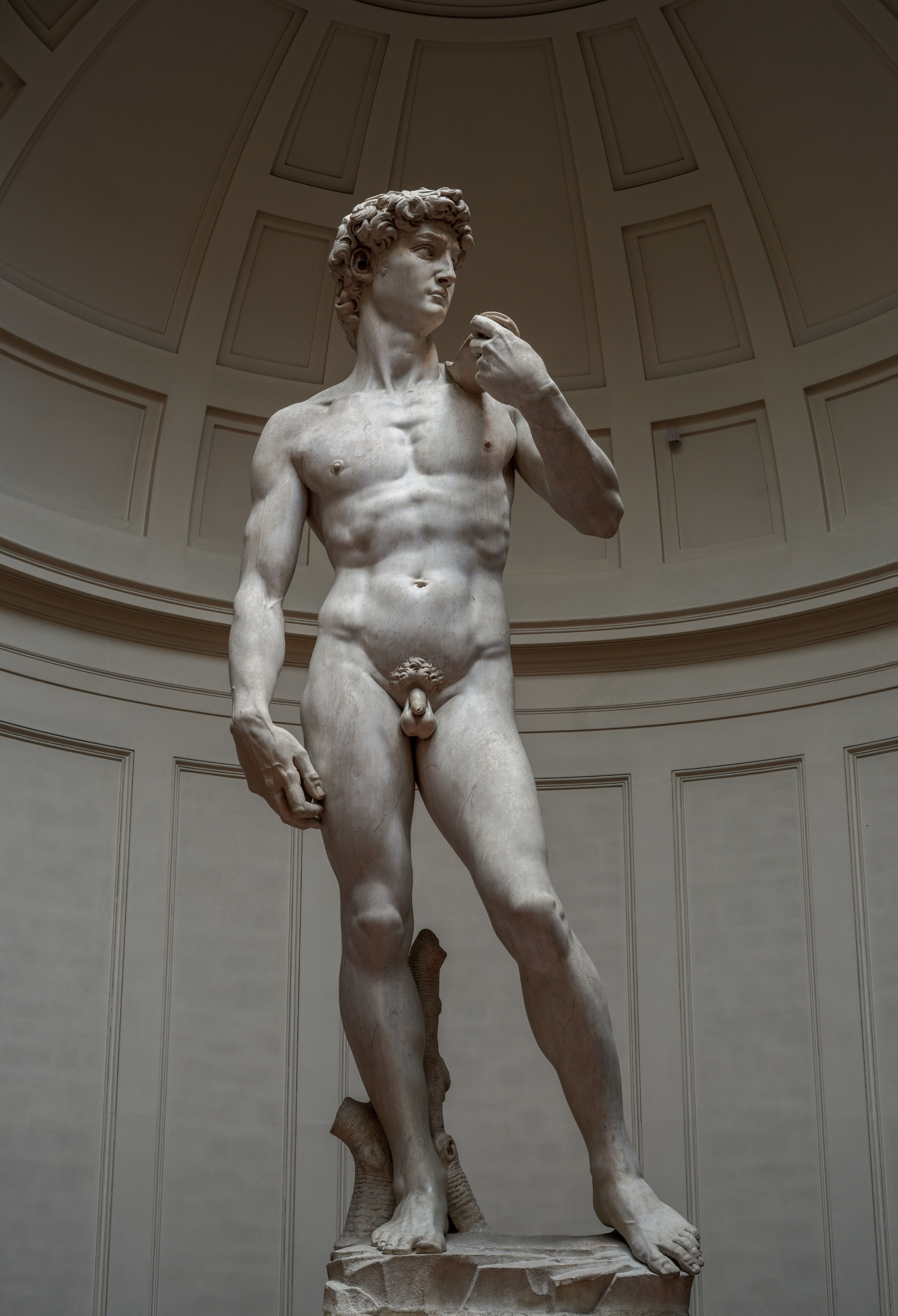
David, de Michelângelo. Os pênis grandes eram considerados cômicos na antiguidade.

Na arte grega antiga, é comum se ver as genitálias masculinas menores do que se esperaria para o tamanho do homem retratado na obra. A arte no renascimento também seguiu esta estética; um exemplo é o David do escultor Michelangelo. Isso se devia à crença de que um pênis pequeno e não-circuncidado era mais desejado nos homens, ao passo que um pênis grande ou circuncidado era visto como cômico. Isso pode ter a ver com a adoração dos gregos a um corpo não desenvolvido ou ao tamanho dos pênis dos modelos reais, que posavam em estúdios frios. Entretanto, alguns acreditam que os artistas intencionalmente faziam os pênis de tamanho menor que o usual, para prevenir que se destacassem, afetando o conjunto da obra. Outros dizem que talvez a média do tamanho do pênis naquela época era significativamente menor, e ela se tornou maior ao longo do tempo, da mesma forma que a média da altura das pessoas aumentou. Também alguns grupos afirmam que um pênis grande era considerado como uma "bestialidade" ou "animalidade".

## Preferência sexual
Uma fonte contínua de debates é a quantidade de mulheres que realmente tem preferência por certos tamanhos de pênis. Em um estudo realizado em 2005 nos Estados Unidos, 93% das mulheres disseram estar "muito satisfeitas" com o tamanho do pênis de seus parceiros.
Um estudo publicado em 2001, pesquisou as preferências femininas sobre o tamanho do pênis e concluiu que a circunferência, mais do que o comprimento, é um fator importante de estimulação sexual.
Outro estudo, conduzido em um hospital norte-americano, questionou a 375 mulheres sexualmente ativas (que recentemente tinham dado à luz) a importância do tamanho do pênis. Do total de 170 mulheres que responderam (25%); 12% das mulheres acharam o tamanho do pênis importante e 1% muito importante; 65% e 32% das mulheres não acham o tamanho do pênis importante ou acham que não importa totalmente, respectivamente.

## Tamanho do pênis e a resposta vaginal
De acordo com o terapeuta sexual Louanne Cole Weston, PhD, em um artigo escrito em Maio de 2002, muitas ideias erradas se desenvolveram sobre a relação peniana-vaginal. Muitos homens consideram extremamente importante uma penetração vaginal profunda para estimular uma mulher ao orgasmo.
A área mais sensível da vagina é a porção mais perto do lado externo do corpo feminino, que possui aproximadamente 10 centímetros de comprimento. Levando-se em consideração que o tamanho médio do pênis está acima deste comprimento, a maioria dos pênis são longos o suficiente para o estímulo sexual. Alguns autores afirmaram que um pênis menor que a média pode estimular melhor o ponto G, embora a existência real do ponto G seja contestada por muitos pesquisadores.
Pênis longos (acima de ~20 centímetros) podem se esfregar ou acertar o cérvice. A maioria ~95% das mulheres acha isso muito desconfortável e doloroso. E todos os estudos comprovaram que o diâmetro mais grosso do pênis tem dado muito mais prazeres as mulheres do que o comprimento.
Durante a relação vaginal, a vagina aumenta seu comprimento rapidamente após a inserção inicial de cerca de 10 para 14 cm, mas as profundidades iniciais e finais variam de mulher para mulher ±2,5 cm. Quando a mulher fica completamente excitada, a vagina se expande (seus ²⁄₃ finais expandem em comprimento e largura) ao passo que o cérvice se retrai, significando que em certos ângulos de penetração, os pênis mais longos vão deslizar sobre ou sob o cérvice.
Um pênis mais grosso pode proporcionar maior fricção contra os bulbos vestibulares, que estão localizados próximos e anteriormente dos dois lados da uretra.

## Micropênis

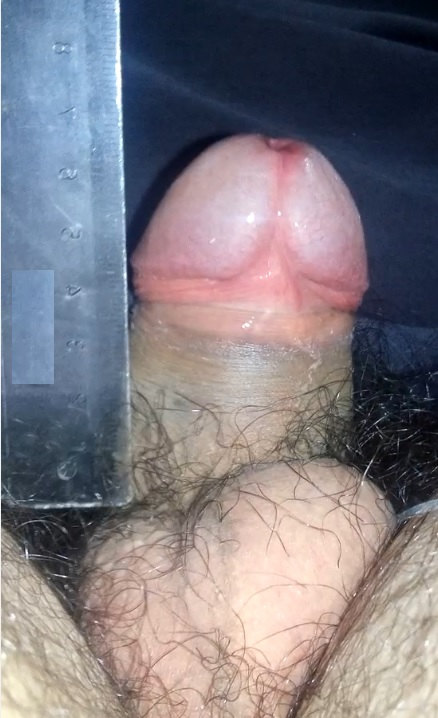
Micropênis medido com uma régua

Aproximadamente um em cada 200 homens possui um micropênis, que é normalmente referido no contexto médico como uma condição de um pênis cujo comprimento quando esticado flácido é não mais do que 2,5cm desvios padrão abaixo do tamanho médio para a faixa etária, porém funcionante. Algumas causas identificáveis são a deficiência do hormônio do crescimento e/ou gonadotrofinas, pequenos graus de insensibilidade a andrógeno, diversas síndromes genéticas e diversas variações em genes homeobox. Alguns tipos de micropênis podem ser tratados com hormônio do crescimento ou testosterona no início da infância.
O menor pênis humano já descrito foi reportado em um jornal médico por pesquisadores do departamento de anatomia, fisiologia e genética da Universidade de Oxford. Os pesquisadores citaram que um paciente chamado "Alfred", um músico de 30 anos, "possuía um pênis quase indistinguível de um clitóris." com 2,3 cm. Atualmente há muito debate na comunidade médica sobre a possibilidade de "Alfred" ser um homem ou um interssexual.
Uma notícia publicada na revista New Scientist do dia 6 de dezembro de 2004 anunciou que "Um novo procedimento cirúrgico permitiu que homens com pênis anormalmente pequenos desfrutar de uma vida sexualmente completa e urinar de pé, alguns pela primeira vez. Pequenos micropênis já foram aumentados até o tamanho normal sem perder qualquer sensação erógena, dizem os médicos do Reino Unido."

## O tamanho do pênis e o uso de preservativos
Noventa e dois casais heterossexuais monogâmicos (com mulheres de idades entre 18 e 40 anos e homens entre 18 e 50) foram pesquisados em um estudo realizado por uma empresa fabricante de preservativos dos Estados Unidos. A cada encontro sexual, as pessoas pesquisadas deviam preencher um formulário que incluía informação sobre o uso do preservativo, rompimentos e "escapadas".
Uma pesquisa realizada na França através de telefonemas aleatórios com 20.000 pessoas encontrou 4.500 pessoas sexualmente ativas, das quais 731 usaram preservativo no ano anterior e 707 relataram dificuldades no uso.
Na Austrália 3658 preservativos foram usados por 184 homens em um estudo que buscou encontrar relações entre o tamanho do pênis como um fator de escapadas ou rompimentos do preservativo.
A taxa de rompimentos encontrada foi de 1,34% e de escapadas foi de 2,05%, com uma taxa total de falha de 3,39%. O tamanho do pênis não estava relacionado às escapadas do preservativo, porém a circunferência do pênis mostrou-se fortemente relacionada com os rompimentos, com circunferências maiores aumentando as taxas de rompimentos.

## Agrotóxicos
Em 2019 foi divulgado pelo History que a sulfuramida, que foi proibida em 182 países que fazem parte da Convenção de Estocolmo, ainda é permitida e produzida em larga escala no Brasil. Segundo estudo italiano, a sulfuramida está relacionado ao aumento da infertilidade masculina e também a diminuição do tamanho do pênis. O composto do produto químico também é usado como agrotóxico para controle de formigas e quando ocorre o processo de degradação, se transforma em PFOS, que passou a ser usado a partir de 1950 em panelas antiaderentes, produtos impermeabilizantes e espuma contra a incêndios.